# Derbi de las Américas de la FIFA
El Derbi de las Américas de la FIFA (en inglés: FIFA Derby of the Americas) es una competencia de fútbol correspondiente a la segunda ronda de la Copa Intercontinental de la FIFA, en la cual se enfrentan los equipos campeones de la Copa Libertadores de América de la Conmebol y la Copa de Campeones de la Concacaf. El ganador disputa la Copa Challenger de la FIFA, contra el campeón de la Copa África-Asia-Pacífico de la FIFA.
El actual campeón de la competición es el equipo mexicano Club de Fútbol Pachuca, al derrotar 3-0 al Botafogo brasileño, el cual según la propia FIFA, se considera un título oficial.

## Historia
La competencia forma parte de la promulgación de la FIFA en reemplazar el formato del Mundial de Clubes, expandiendo de 7 a 32 participantes y cambiando su realización de anual a cuatrienal.
Para mantener la competencia anual de clubes FIFA, se decidió crear la Copa Intercontinental de la FIFA, un torneo que asimila al antiguo Mundial de clubes, pero quitando el cupo de país anfitrión y cambiando ligeramente el formato, estableciendo partidos entre campeones continentales en forma de eliminación, hasta llegar a una final donde el equipo represente de UEFA ya estaría clasificado de forma automática, mientras que los demás equipos deben eliminarse entre sí.
El Derbi de las Américas pertenece a la segunda ronda de la competencia y quien resulte vencedor debe enfrentarse a tres posibles rivales, el campeón de la OFC (Oceanía), CAF (África) o AFC (Asia).
La competencia es la sucesora de la antigua y extinta Copa Interamericana, que enfrentaba a los campeones de la Conmebol y la Concacaf, que se disputó entre los años 1969 y 1998.

## Ediciones
| Derbi de las Américas | Derbi de las Américas | Derbi de las Américas | Derbi de las Américas | Derbi de las Américas |
| Año                   | Campeón               | Resultado             | Subcampeón            | Sede                  |
| --------------------- | --------------------- | --------------------- | --------------------- | --------------------- |
| 2024                  | C. F. Pachuca         | 3–0                   | Botafogo F. R.        | Estadio 974, Doha     |
| 2025                  |                       |                       |                       |                       |

## Palmarés
| Equipo         | Títulos | Subcamp. | Años campeón | Años subcampeón |
| -------------- | ------- | -------- | ------------ | --------------- |
| C. F. Pachuca  | 1       | -        | 2024         |                 |
| Botafogo F. R. | -       | 1        |              | 2024            |

### Títulos por país
| País   | Títulos | Subcampeón | Años campeonatos |
| ------ | ------- | ---------- | ---------------- |
| México | 1       | -          | 2024             |
| Brasil | -       | 1          |                  |

### Títulos por confederación
| Confederación                     | Títulos | Subcampeón | Años campeonatos |
| --------------------------------- | ------- | ---------- | ---------------- |
| Concacaf (N.-C. América y Caribe) | 1       | -          | 2024             |
| Conmebol (América del Sur)        | -       | 1          |                  |